# Defstar Records

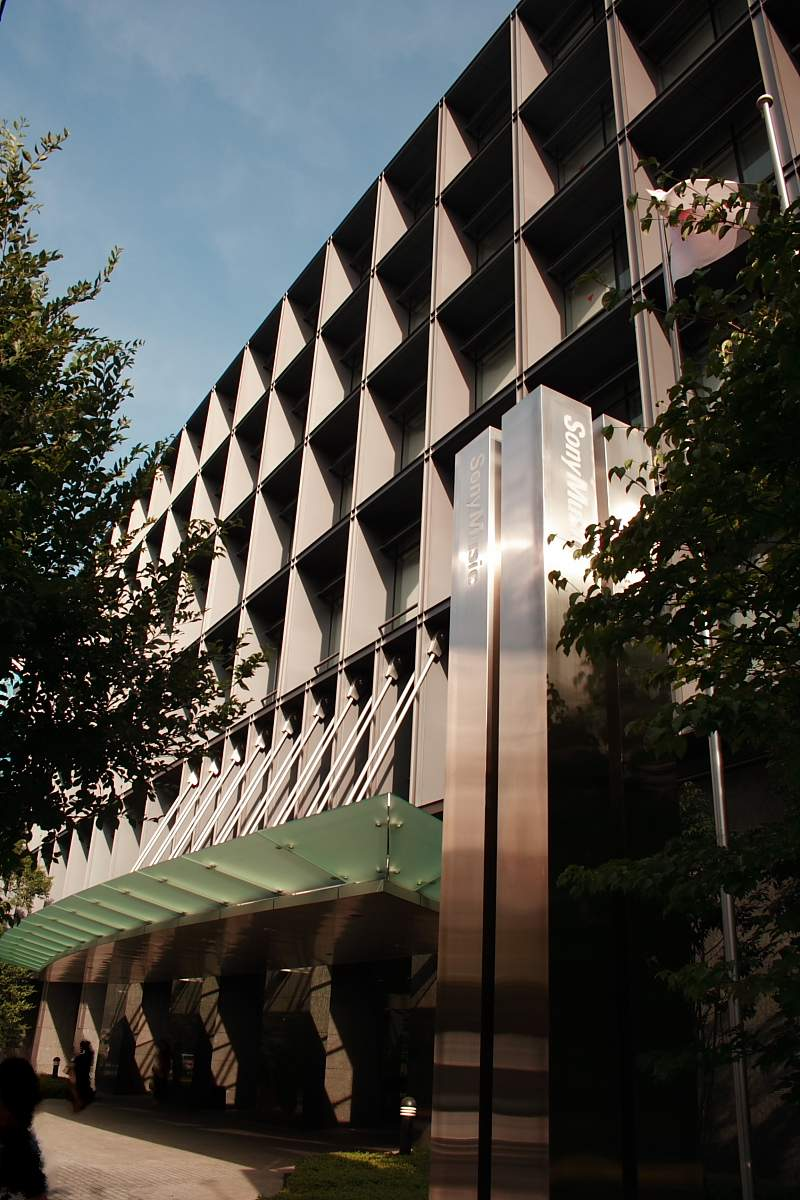
Лейбл Defstar Records располагается в SME Rokuban-chō Building

DefSTAR RECORDS (яп. デフスターレコーズ Дэфўсўта: Рэко:дзу) — японский лейбл звукозаписи. Является внутренним лейблом в компании Sony Music Entertainment Japan.

## История
В 1997 году, ещё работая в Sony Music Entertainment в отделе по стимулированию сбыта, будущий президент и главный исполнительный директор Warner Music Japan Inc. Такаси Ёсида, запускает новый проект и учреждает лейбл, первоначально названный им T Project (яп. Tプロジェクト ти пуродзэкуто), для продвижения новых исполнителей, таких как the brilliant green и Кэн Хираи представлявших агентство развлечений KEN ON Inc. В 2000 году Такаси Ёсида даёт новое название своему проекту, собственно DefSTAR RECORDS, а в 2001 году, Sony Music Entertainment учреждается дочерняя компания DefSTAR RECORDS и Такаси Ёсида становится её исполнительным директором, передав права на имя лейбла и каталог исполнителей, в результате трансфера, Sony Music Entertainment Japan. Но через некоторое время уходит в отставку (в 2003 году), в связи с новой должностью в Warner Music Japan и проект покидает. Имя «DefSTAR» образованное от англ. «Def» (клёво, круто) + «Star» (звезда), данное по идее Такаси Ёсида, должно было означать стремление создать новую «звезду». С июля 2003 года исполнительным директором DefSTAR RECORDS становиться Сюнсукэ Фудзивара, а с апреля 2008 на этой должности, его сменил Кадзуюки Кобаяси.
В 2014 году, Sony Music Entertainment Inc. решает реструктурировать и объединить 7 саб-лейблов (Sony Music Records Inc. (*головной офис и фондовый совет), SME Records Inc., Sony Music Associated Records Inc., EPIC Records Japan Inc., DefSTAR Records Inc., Ariola Japan Inc., Ki/oon Music Inc.), с 1 апреля под одной, новой, торговой маркой Sony Music Labels Inc., DefSTAR Records становятся лейблом компании в компании. С Июня 2015 года, после внутреннего слияния, действие лейбла DefSTAR Records было прекращено. Функции DefSTAR records были переданы трём отделам производства, начатого в отделе продукции SME Records Inc.

## Исполнители
- Aggressive Dogs
- AMOYAMO
- Aimer
- amplified
- CHEMISTRY
- FLiP
- Кэн Хираи
- Kylee
- Тиаки Курияма
- Акихиса Кондо
- mc2
- MONOBRIGHT
- ON/OFF
- pe’zmoku
- ROOKiEZ is PUNK’D
- Sunbrain
- Shiritsu Ebisu Chugaku
- Сэйра
- Хироси Тати
- universe
- Канон Вакэсима
- Wonder Girls (*только в Японии)

## Исполнители, выпускавшиеся на Defstar Records в прошлом

### Перешедшие на другой лейбл
- AKB48 (2006—2008)
- the brilliant green (2000—2009)
- GARNiDELiA (2014—2015)

### Распавшиеся или неактивные
- BEAT CRUSADERS